# محمد المنقاش
محمد المنقاش (مواليد 7 أغسطس 1990) هو لاعب كرة قدم سعودي يلعب حاليًا في نادي السد.

## مسيرة اللاعب
كانت بداياته مع نادي العرض وانتقل إلى نادي الفيصلي في عام 2010 وفي عام 2012 انتقل إلى نادي المجزل وفي عام 2016 وقع مع نادي الفيحاء وأعاره الفيحاء إلى نادي الشعلة عام 2017 وأعاره إلى نادي أبها في عام 2018 وانتقل إلى نادي النهضة في عام 2019 وانتقل إلى نادي الجيل مطلع عام 2020 و انتقل إلى نادي الساحل في صيف 2020 و انتقل إلى نادي الخلود في صيف 2021 و لعب بعدها مع نادي الشعلة ونادي اللواء ونادي السد.

## وصلات خارجية
- محمد المنقاش على موقع Soccerway.com (الإنجليزية)